# 5 Pułk Chemiczny
5 Tarnogórski Pułk Chemiczny im. gen. broni Leona Berbeckiego (5 pchem) – oddział wojsk chemicznych Sił Zbrojnych RP (JW 3390).

## Historia

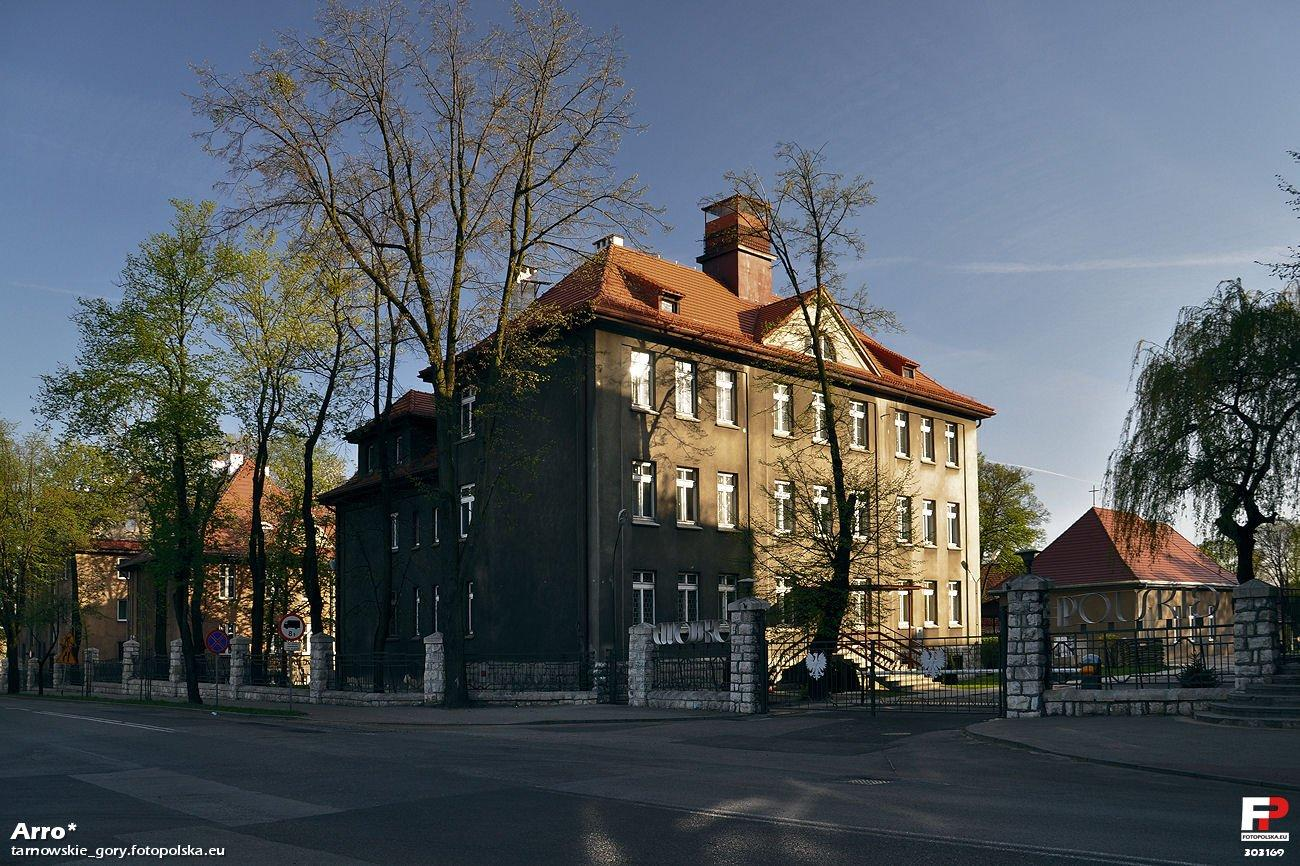
Koszary 5 pułku chemicznego przy ul. Opolskiej w Tarnowskich Górach

Jednostka Wojskowa 3390 została sformowana w 1995 roku i otrzymała nazwę 5 batalion chemiczny. Po przeprowadzonej reformie wojsk chemicznych Wojsk Lądowych, rozkazem Dowódcy Wojsk Lądowych, na bazie rozformowanych kompanii chemicznych i 5 Tarnogórskiego batalionu chemicznego stworzono nowy etat dla JW 3390. Zgodnie z nowym etatem tarnogórska jednostka wojskowa rozpoczęła funkcjonowanie z dniem 1 stycznia 2011. W oparciu o nową strukturę JW 3390 nazwano 5 Tarnogórskim pułkiem chemicznym. Pułk stacjonuje w Tarnowskich Górach, w koszarach przy ulicy Opolskiej. 
Do pułku należy także obiekt „Lasowice”, przejęty w 2001 od rozformowanego 4 Ośrodka Przechowywania Sprzętu. W latach 1997, 2001, 2010 żołnierze 5 bchem brali udział w likwidacji skutków powodzi w Polsce na obszarach najbardziej nią dotkniętych.
Żołnierze tej jednostki wystawiali pododdziały na rzecz wielu Polskich Kontyngentów Wojskowych m.in. PKW Afganistan i PKW Irak.
JW 3390 wystawia pododdział na rzecz Wielonarodowego Batalionu Obrony przed Bronią Masowego Rażenia, działający w ramach NATO Response Force (NRF).
Pułk współpracuje z Liceum Ogólnokształcącym nr VI w Tarnowskich Górach.

## Dowódcy
- ppłk dypl. Jerzy Błażkowski (1995–2006)
- ppłk Ryszard Pietras (2006–2007)
- ppłk Andrzej Żmuda (2007–2010)
- płk dypl. Bogdan Kula (2011–2019)
- płk Mirosław Kobryń (2019–2022)
- płk Bogusław Marek (2022–2024)
- płk Juliusz Sawicki (2024–)

## Struktura organizacyjna 5 pchem
W 2014
- dowództwo i sztab
- ośrodek analizy skażeń
- zespół ratownictwa chemicznego
- zespół zabezpieczenia medycznego
- kompania rozpoznania skażeń
- 1 kompania likwidacji skażeń
- 2 kompania likwidacji skażeń
- 1 kompania chemiczna
- 2 kompania chemiczna
- 3 kompania chemiczna
- kompania dowodzenia
- kompania logistyczna

W?
- dowództwo
- sztab
- kompania logistyczna
- kompania dowodzenia
- 1 kompania chemiczna
- 2 kompania chemiczna
- 4 kompania chemiczna
- 5 kompania chemiczna
- 6 kompania chemiczna
- 7 kompania chemiczna
- zespół CBRN

Osobną komórką organizacyjną funkcjonującą w strukturze pułku jest Zespół Ratownictwa Chemicznego (ZRChem), przeznaczona do udziału w akcjach ratowniczych w miejscach i instytucjach podlegających Ministerstwu Obrony Narodowej.
Pułk jest jedną z nielicznych jednostek wydzielającą w swoim rejonie odpowiedzialności w przypadku wystąpienia sytuacji kryzysowych takich jak np. powódź, bądź skażenie środkami radioaktywnymi czy chemicznymi, Chemiczny i Radiacyjny Zespół Awaryjny (ChRZA), organizowany w oparciu o macierzyste pododdziały pułku.

## Działania
- PKW Grecja
- PKW Afganistan
- PKW Irak
- PKW Kosowo

## Wyposażenie
Na wyposażeniu 5 pchem. im. generała Berbeckiego znajdują się:
- instalacje rozlewcze IRS-2, 2M, 2C (na podwoziu Star 266)
- laboratorium chemiczne LChR-1 (na podwoziu Star 266)
- mobilny zespół do pobierania próbek SIBCRA (na podwoziu Honker 2000 + przyczepa)
- BRDM-2 w wersji rozpoznania chemicznego
- zestawy namiotów pneumatycznych do zabiegów sanitarnych ludzi